# Гречушкин, Валерий Викторович
Валерий Викторович Гречушкин (род. 1971) — украинский шахтёр, Герой Украины (2008).

## Биография
Родился 2 мая 1971 года в г. Дебальцево Донецкой области.
Прошел путь от горного мастера до начальника участка № 2 на шахте «Комсомолец Донбасса».
На момент награждения работал начальником участка акционерного общества «Шахта „Комсомолец Донбасса“», г. Кировское, Донецкая область. Орден от государства и звезду героя Валерий Гречушкин получил за высокие производственные показатели. Сам же герой считает, что это заслуга всей шахты:

«Это награда не лично моя. Это награда всего коллектива шахты „Комсомолец Донбасса“. Частичка каждого человека. В основном генерального директора. Это награда всего города».

Депутат Кировского городского совета.

## Награды и звания
- Звание Герой Украины (с вручением ордена Державы, 27.08.2008 — за весомый личный вклад в укрепление энергетического потенциала государства, многолетний самоотверженный шахтерский труд и по случаю Дня шахтера).
- Награждён знаком «Шахтёрская доблесть» ІІІ степени, полный кавалер знака «Шахтёрская слава».
- Награждён «Почетным знаком ДТЭК» и автомобилями «ВАЗ-2107» (2008)[2].
- Заслуженный шахтёр Украины (2007)[3].
- Государственная премия Украины в области науки и техники (2011).